# جيم برادلي (مدرب رياضي)
جيم برادلي (بالإنجليزية: Jim Bradley)‏ هو مدرب رياضي أسترالي، ولد في 17 مايو 1921، وتوفي في 2 يوليو 2015.